# Subbiano
Subbiano är en stad och kommun i provinsen Arezzo i regionen Toscana i centrala Italien. Orten ligger vid floden Arno. Kommunen hade 6 412 invånare (2018) och gränsar till kommunerna Anghiari, Arezzo, Capolona, Caprese Michelangelo, Castel Focognano, Chitignano och Chiusi della Verna.